# István Rakovszky
István Rakovszky (n. 18 iunie 1858, Viena – d. 12 august 1931, Budapesta) a fost un politician maghiar.
Când a fost soldat s-a îmbolnăvit și a fost scos din armată. A fost membru al Partidului popular catolic (în maghiară: Katolikus Néppárt) din anul 1895. A devenit președintele partidului, iar între 1896 și 1918 era deputat al Partidului popular maghiar. Între 1905 și 1906 devine șeful comisiei de siguranță națională. Între 1906 și 1909 devine vicepreședinte al senatului. În perioada Primului Război Mondial a luptat pe frontul rus și italian. În 1920 a ocupat funcția de deputat în parlament ca reprezentant al orașului Veszprém. Între aprilie și octombrie 1921 în perioada puciului a fost de partea regelui. În octombrie 1921 aceasta îl desemnează pe István Rakovszky ca prim-ministru. După bătălia de la Budaörs și arestarea regelui, Rakovszky a fost și el arestat, iar în 1922 a fost eliberat.